# Comté de Natrona
Le comté de Natrona est l’un des comtés de l’État du Wyoming. Son siège est Casper. Il comptait en 2010 75 450 habitants.

## Villes et communautés
- Alcova
- Antelope Hills
- Bar Nunn
- Bessemer Bend
- Brookhurst
- Casper Mountain
- Casper
- Edgerton
- Evansville
- Hartrandt
- Homa Hills
- Meadow Acres
- Midwest
- Mills
- Mountain View
- Powder River
- Red Butte
- Vista West

## Économie
Le champ pétrolifère de Salt Creek y est exploité depuis 1889.

## Images

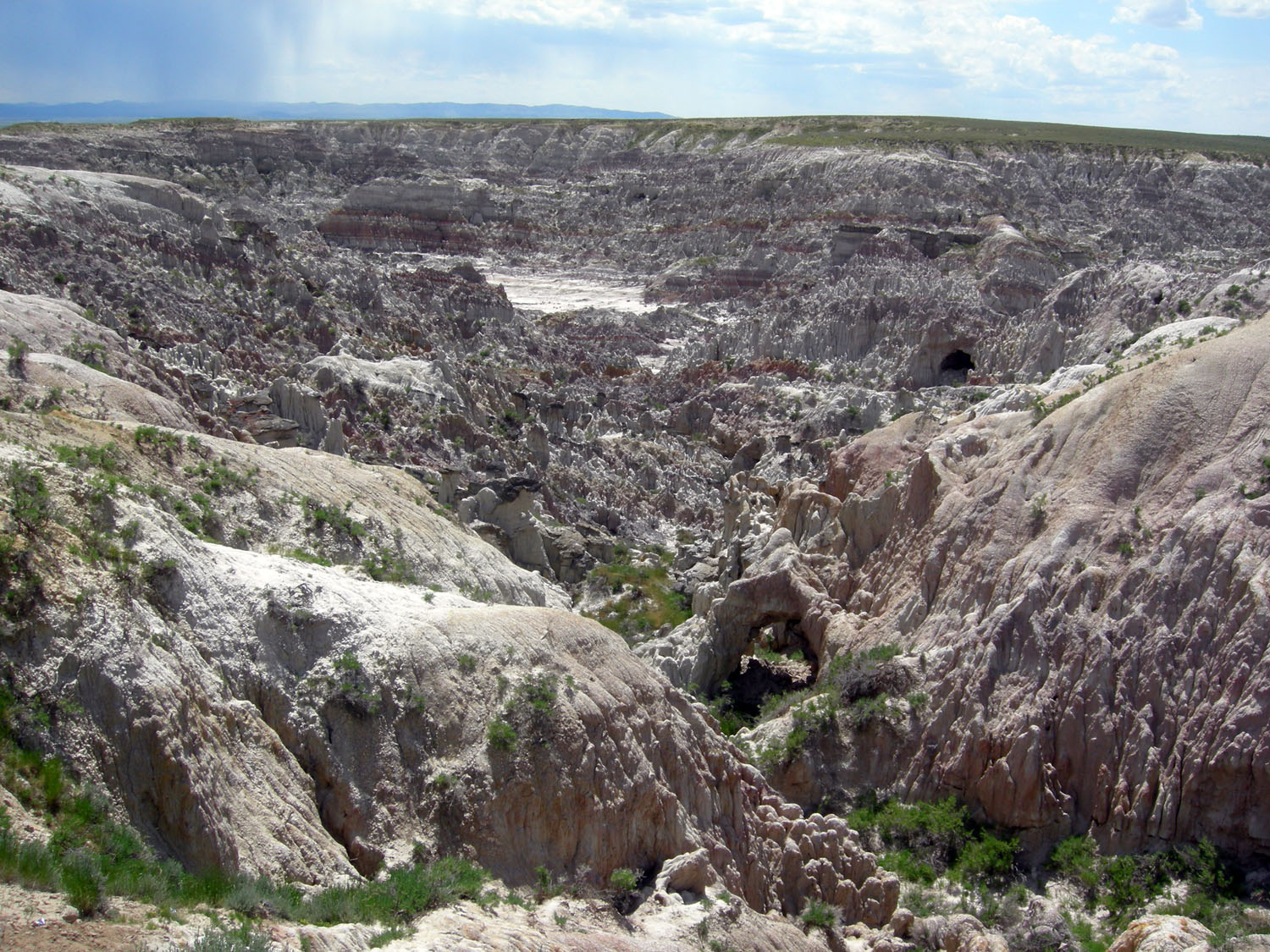
Hell's Half Acre.
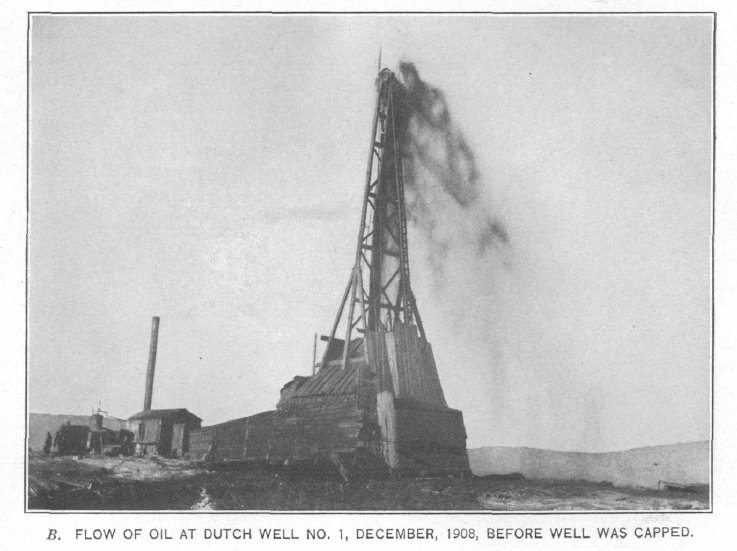
Tête de puits du champ pétrolifère de Salt Creek (1908).